# 红狐 (组织)
红狐（RedFox）是比利时工人党的青年翼，面向14岁—18岁的中学生。该组织成立于2015年。在此之前，它的姐妹组织COMAC同时吸收大学生和中学生。红狐组织补习班、团结行动以及围绕种族主义、性别歧视、气候变化或LGBT等问题的政治行动。该组织在比利时所有地区都很活跃，在安特卫普、布鲁塞尔、沙勒罗瓦、海尔、亨克、根特、科特赖克、鲁汶、列日和拉卢维耶尔设有分支。2016年—2018年以及2022年至今，红狐是安特卫普多样性节的组织者。该组织的全国主席是爱丽丝·维林登。